# Taverniera longisetosa
Taverniera longisetosa là một loài thực vật có hoa trong họ Đậu. Loài này được Thulin miêu tả khoa học đầu tiên.